# Économie du salut
L'économie du salut (Heilsökonomie) est un concept de la théologie chrétienne désignant le plan de Dieu pour le salut des hommes tout au long de l'histoire, c’est-à-dire les moyens nécessaires au salut du genre humain dont le plus grand est sa venue dans ce monde en la personne de Jésus-Christ.
Tandis que « l’être de Dieu » est à proprement parler la science de Dieu, théologie, l'étude de ses « activités » est appelée économie. Ces deux sciences distinctes relèvent de sphères intimement articulées.
Cette notion est proche de celle de Heilsgeschichte (« histoire du salut ») et peut à tort être confondue parfois avec elle.

## Définition
Au sens grec, l’économie (oikonomia) est ce qui fixe les « règles » (nomoi) de bonne gestion de la « maison » (oikos). L’économie divine est manifestation et déroulement du dessein de Dieu dans une histoire.
Théologiquement l’économie divine est le sens de l’expression « Dieu parle ».[réf. nécessaire]
Dans le christianisme, le dessein de Dieu pour le salut des hommes et sa réalisation tout au long de l’histoire se manifeste d'abord dans le Premier Testament puis dans le Nouveau Testament, c’est-à-dire la venue de Dieu dans ce monde en la personne de Jésus-Christ.
La révélation ou religion positive est essentiellement une économie de salut, un système de moyens nécessaires au salut du genre humain.
Intégrées à l'économie du salut de la théologie chrétienne, les réponses au mystère du mal sont révélées selon un plan divin précis.

## Description générale

### Les moyens de l'économie divine
L'économie de la révélation se compose des principaux moyens suivants :
- les Saintes Écritures comprises comme témoignage de la communauté du Peuple de Dieu,
- la communauté juive puis chrétienne, et son ecclésiologie spécifique,
- l'Esprit saint, deuxième personne de la Trinité, inspirateur des Saintes Écritures,
- Jésus-Christ est la « figure de la révélation »[4], le « centre qui organise harmonieusement toute l’économie de la révélation et en ce sens qu’il est, dans sa visibilité même, l’épiphanie du Dieu invisible ».

En d'autres termes, on ne peut pas séparer la Parole de Dieu comme acte de Dieu de l'activité signifiante du peuple de Dieu.

### Économie: origine paulinienne
Chez Paul, premier théologien chrétien et principal acteur de l’hellénisation du christianisme, « économie » est le terme qui s’impose pour parler du salut des chrétiens. L’oikonomia est l’économie du Plérôme (la Plénitude) ; la saisie de la divinité dans la plénitude de sa perfection (Ephes. 1, 10) relève de « l’économie de la grâce » (3, 2), de « l’économie du mystère » (3, 9), en un mot de « l’économie de Dieu » (Col. 1, 25).

### Économie trinitaire
Les activités respectives des personnes de la Trinité forment une « triple oikonomia », un unique Dieu trinitaire. Sur le plan ontologique, ces activités sont d'une puissance unique. La logique de l'accomplissement du plan de Dieu est l’économie de Dieu, ses manifestations dans le temps des hommes.

## Économies des deux testaments
La Bible est le « document des grandes œuvres de Dieu à travers le déroulement de l'histoire du salut », composé de deux Testaments. Le milieu d'origine dans lequel ce texte a été produit est juif, et s'inscrit dans l'histoire du salut d'Abraham aux derniers prophètes (mis à l'écrit dans les livres de l'Ancien Testament), puis par la venue de Jésus-Christ (mis par écrit dans les Evangiles du Nouveau Testament). Dans l'Ancien Testament, l'Esprit Saint a proclamé la venue du messie, le Nouveau Testament manifeste ce messie et son économie divine.
Le théologien Jean Daniélou pense l'économie divine comme une théologie de l'accomplissement. La parole de Jésus-Christ sur lequel il s'appuie est : « N'allez pas croire que je sois venu pour abolir la Loi ou les Prophètes ; je ne suis pas venu abolir mais accomplir. » (Mt 5,17).
Il s’appuie sur l’affirmation que deux lignes distinctes et séparées dans l'Ancien Testament se rejoignent dans la vie de Jésus-Christ : celle des grandes actions de Dieu, les Magnalia Dei, et celle des réponses de l’homme et de la fructification du Peuple de Dieu.
« Il y a ainsi un progrès de la révélation comme mémorisation constante d’une interprétation initiale. Si la révélation progresse, c’est que chaque événement nouveau conduit à une réinterprétation de la foi primitive au Dieu de l’Alliance. »

### Ancien Testament
A travers l'inspiration des prophètes du Premier Testament, Dieu donne la révélation de qui il est, et a proclamé la venue d'un messie qu'il a choisi pour accomplir son dessein et la révélation qu'il donne de lui-même à l'humanité.

### Nouveau Testament
« L'incarnation de Dieu dans la nature humaine est fondatrice de la foi chrétienne : il ne s’agit plus d’un événement parmi d’autres dans la série horizontale des interventions historiques de Dieu, mais de l’événement Jésus-Christ. »
Jésus-Christ est l’événement décisif et central qui résume tous les autres et qui donne son sens à ce qui précède comme à ce qui suit (cf. Hebr. 1, 2).
« Nous vérifions dans le Nouveau Testament cette intelligence du passé que procure le présent, et le terme d’oikonomia des Pères grecs est le seul adéquat pour désigner la complexité de l’histoire du salut, le fait que le mystère se manifeste et se déploie progressivement dans l’histoire en même temps qu’il se réalise. Le terme de l’intervention de Dieu dans l’histoire des hommes, c’est la résurrection du Christ, c’est-à-dire l’inauguration de la nouvelle création, la victoire de l’Esprit de Dieu sur la mort. La résurrection du Christ nous atteste que le christianisme n’est pas seulement révélation sur Dieu et sur l’homme, mais salut réalisé dans une histoire. »
L'économie du salut est une théologie de l'accomplissement des promesses divines dans l'actualité du Peuple de Dieu.
Pour les chrétiens, « elle suppose la relecture dans le Christ des Écritures d’Israël et l’écoute de la lecture que fait Israël de ses propres Écritures. C’est dans son lien à sa racine vivante, Israël, que l’Église réfléchit théologiquement ».

### En langue française
François Varone, L'économie du salut : initiation à la théologie, 1864, 304 p. 
- Alfred Weber, L'économie du Salut : Etude sur le dogme dans ses rapports avec la morale, Treuttel, 1864.
- Ladislas Lefortier, Providence et salut, ou Examen de quelques difficultés tirées de la bonté et de la justice de Dieu dans l'économie du salut des hommes, Vve A. Domin, 1900
- Henri Ramière, La Prière dans l'économie du salut des hommes, Apostolat de la prière, 1938.
- Edward Schillebeeckx, L'Économie sacramentelle du salut, 1952 (traduction : Fribourg Academic Press, 2004).
- Initiation théologique. Tome IV, L'économie du salut, les Éditions du Cerf, 1954. 3e éd. rev. et corr., 1961.
- Pierre de Sainte-Marie, Lourdes dans l'économie du Salut du monde ; Pellevoisin dans l'économie du Salut de l'Église et de la France, C. Raffray, 1977
- C.L.V., L'économie du salut dans la liturgie : conférences Saint-Serge, XVIIe semaine d'études liturgiques, Ed. liturgiche, 1982
- Paul Touilleux, La Vierge Marie dans l'économie du salut, Associations des Facultés catholiques de Lyon, 1983.
- Le sauveur et l'économie du salut chez les gnostiques (IIe-Ve s.), Université catholique de Lille, 1998.
- Eugen MafteiL'incarnation du Verbe : approche ontologique ou économie salvifique ? : éléments pour un débat sotériologique chez Athanase d'Alexandrie, les Éditions du Cerf, 2014, 366 p. Rééd. 2016  (ISBN 978-2-204-10974-1)
- Bernard Sesboüé, Le Dieu du salut : la tradition, la règle de foi et les symboles, l'économie du salut, le développement des dogmes trinitaire et christologique [Ier-VIIIe siècle], Desclée, 1994. Rééd. Mame-Desclée, 2016
- John Alwyn Dias, "La "sacramentalité de l'histoire et le salut de tous" selon John Henry Newman : relecture de l'histoire à partir des principes dogmatique et sacramentel, Paris / Perpignan, Artège / Lethielleux, 2019, 416 p.  (ISBN 978-2-249-62646-3)
- Giorgio Agamben, " Le Règne et la Gloire. Homo sacer, II, 2", trad. par Martin Rueff et Joël Gayraud, Les Éditions du Seuil, 2008